# Olaus Olai (kyrkoherde i Fellingsbro)
Olaus Olai var en svensk präst och riksdagsman.

## Biografi
Olaus Olai var den förste kyrkoherden i Fellingsbros socken efter reformationen. Han närvarade vid Örebro koncilium i egenskap av Fellingsbros kanik och kyrkopräst. Han var en av undertecknarna vid riksdagen 1547.
Han efterträddes i Fellingsbro av sin son Claudius Olai. Han var farfar till Samuel Mathiæ Malmenius.